# Saltnes, Färöarna
Saltnes (IPA: [ˈsaltneːs], danska: Saltnæs) är en ort på Färöarna. Orten ligger längs med Skálafjørður på ön Eysturoy och är en del av Nes kommun. Saltnes grundades som en niðursetubygd 1837. 
I samband med bygget av en ny kyrka  i närbelägna Nes år 1843 användes material från den gamla kyrkan för att bygga en skola. Saltnes hade vid folkräkningen 2015 112 invånare.
Från Saltnes kom prästen, diktaren och politikern Fríðrikur Petersen (1835–1917), som skrev Färöarnas första nationalsång Eg oyggjar veit och var förste partiledare för Sambandsflokkurin.

## Befolkningsutveckling
| Befolkningsutvecklingen i Saltnes 1985–2015 | Befolkningsutvecklingen i Saltnes 1985–2015 | Befolkningsutvecklingen i Saltnes 1985–2015 | Befolkningsutvecklingen i Saltnes 1985–2015 | Befolkningsutvecklingen i Saltnes 1985–2015 |
| ------------------------------------------- | ------------------------------------------- | ------------------------------------------- | ------------------------------------------- | ------------------------------------------- |
|                                             |                                             |                                             |                                             |                                             |
| År                                          |                                             |                                             | Folkmängd                                   |                                             |
| 1985                                        | 1985                                        |                                             | 177                                         |                                             |
| 1990                                        | 1990                                        |                                             | 195                                         |                                             |
| 1995                                        | 1995                                        |                                             | 145                                         |                                             |
| 2000                                        | 2000                                        |                                             | 165                                         |                                             |
| 2005                                        | 2005                                        |                                             | 158                                         |                                             |
| 2010                                        | 2010                                        |                                             | 142                                         |                                             |
| 2015                                        | 2015                                        |                                             | 112                                         |                                             |
|                                             |                                             |                                             |                                             |                                             |